# Лео Емі Фолкем
Лео Емі Фолкем (англ. Leo Amy Falcam, 20 листопада 1935 — 12 лютого 2018) — політичний діяч Федеральних Штатів Мікронезії, п'ятий Президент Федеральних Штатів Мікронезії.

## Життєпис
Лео Фолкем народився на острові Понпеї 20 листопада 1935 року. Здобув вищу освіту в Гавайському університеті за спеціальністю «соціологія». Потім вступив до аспірантури Прінстонського університету (Нью-Джерсі, США), відвідуючи школу державного управління та міжнародних відносин.
Згодом працював в апараті верховного комісара Підопічної території ООН Тихоокеанські острови, що знаходився в Сайпані (Маріанські острови), потім в якості асистента окружного адміністратора, а пізніше — окружним адміністратором округу Понпеї. Також був обраний першим губернатором штату Понпеї.
У 1975 році брав участь в мікронезійському конституційному конвенті, де представляв Понпеї, і одночасно був одним з його віце-президентів. З 1979 по 1983 роках був губернатором Понпеї.
У минулому також займав і ряд інших постів: був президентом Банку Федеративних Штатів Мікронезії, будучи членом ради директорів банку, служив в якості офіцера зв'язку, був головою Конституційного конвенту Понпеї в 1983—1984 роках, першим національним міністром пошти.
У 1987 році був обраний в Конгрес Федеративних Штатів Мікронезії п'ятого скликання в якості депутата від штату Понпеї. Будучи конгресменом, одночасно займав посаду заступника голови комітету з судовим і урядовим питань, а також працював в комітеті охорони здоров'я, освіти, громадських справ і міжнародних відносин.
Був переобраний в Конгрес Федеративних Штатів Мікронезії шостого скликання, де очолював підкомітет з національного розвитку столиці і працював в комітетах по судовим і урядовим питань і охорони здоров'я, освіти. У Конгресах восьмого і дев'ятого скликань займав пост заступника голови комітету з міжнародних відносин і був членом комітетів ресурсів і розвитку і судових і урядових питань.
У травні 1997 року був обраний п'ятим віце-президентом Федеративних Штатів Мікронезії, а 11 травня 1999 року стало п'ятим президентом ФШМ, перебуваючи на посаді до 11 травня 2003 року. У березні 2003 року програв парламентські вибори, втративши можливість переобратися на другий президентський термін.